# 21 gramov
21 gramov (izvirno angleško 21 Grams) je ameriški kriminalno-dramski film v režiji Alejandra Gonzáleza Iñárrituja, ki je izšel leta 2003 v distribuciji Focus Features. V glavnih vlogah so zaigrali Sean Penn, Naomi Watts, Charlotte Gainsbourg, Danny Huston in Benicio Del Toro.
Zgodba govori o posledicah tragične prometne nesreče in spremlja tri glavne like: smrtno bolnega matematika (Penn), žalujočo mati (Watts) in nekdanjega kaznjenca, prerojenega kristjana (Del Toro), čigar vera se zaradi nesreče znajde pod hudo preizkušnjo. Nelinearna pripoved prikazuje njihove preteklosti, sedanjosti in prihodnosti v fragmentih, ki se na koncu združijo v vrhunec.

## Igralska zasedba
- Sean Penn kot Paul Rivers
- Naomi Watts kot Cristina Peck
- Benicio del Toro kot Jack Jordan
- Charlotte Gainsbourg kot Mary Rivers
- Danny Huston kot Michael
- John Rubinstein kot ginekolog
- Clea DuVall kot Claudia
- Eddie Marsan kot Prečastiti John
- Melissa Leo kot Marianne Jordan
- Marc Thomas Musso kot Freddy
- Paul Calderón kot Brown
- Denis O'Hare kot dr. Rothberg
- Kevin Chapman kot Alan
- Lew Temple kot okrožni šerif
- Carly Nahon kot Cathy